# 독로국
독로국(瀆盧國) 또는 거칠산국(居漆山國)은 오늘날 부산광역시에 위치한 것으로 추정되는 변한의 한 국가이다.

## 위치
독로국이 어느 지역을 말하는 곳인가 하는 점에 있어서는 ‘부산’ 지역을 가리킨다는 설과 ‘거제’ 지역을 가리킨다는 설 두 가지가 있는데, 일반적으로 독로국은 부산 동래 지역을 가리키는 말이라는 설이 지배적이다. 후한서인 《삼국지》 위서 30권 동이전 중 변한에 나오는 《독로국》은 《삼국사기》에서 《거칠산국》(居漆山國)으로 칭하고 있는 나라의 중국식 표기인 것으로 생각된다.
거칠산국은 거친산, 즉 황령산 부근을 가리키는 말이므로 부산 동래 지역이라는 것이다. 지금 동래에 칠산동이라는 지명이 남아있다는 점이나 동래 복천동 등에 남아 있는 고분군, '독로'가 '동래'로 음전(音傳)되었을 것으로 추정한다는 점이 이러한 주장을 뒷받침한다.
〈거칠산국〉의 경우 《삼국사기》에 등장하는 지명으로, 부산 지역을 가리키는 말로 되어 있다. 보다 정확히는 황령산에서 서면, 동래를 아우르는 지역을 가리키는 것일텐데, 이는 황령산의 황(荒, 거칠다)자와 령(嶺, 재)자가 '거칠산'이라는 의미와 통한다는 점과 거칠산국과 경계를 함께하던 가락국이 서면 근처까지 세력을 띠고 있었다는 점, 동래 복천동 고분군에서 가야시대의 문화재가 발굴되었다는 점 등이 이를 뒷받침한다. 그렇다면 삼한시대 부산 지역은 일부가 가락국에, 또 남은 대부분이 거칠산국에 포함되고 있었음을 알 수 있다.